# Липово Поље
Липово Поље је насељено мјесто у општини Перушић, у Лици, Личко-сењска жупанија, Република Хрватска.

## Географија
Липово Поље се налази око 23 км сјеверозападно од Перушића.

## Историја
Током Другог свјетског рата, хрватске усташе су 30. априла 1941. упале у насеље и заклале дјевојке Милицу Почучу и Марију Стакић.
До територијалне реорганизације у Хрватској насеље се налазило у саставу бивше велике општине Госпић.

## Култура
У Липовом Пољу се налази храм Српске православне цркве Светог Архангела Михаила, саграђен 1803. године. Припада парохији Косињ у Архијерејском намјесништву личком Епархије Горњокарловачке. 2011. године почела је обнова храма.

## Становништво
Према попису из 1991. године, насеље Липово Поље је имало 321 становника, међу којима је било 292 Срба, 17 Хрвата и 7 Југословена и 5 остали. Према попису становништва из 2001. године, Липово Поље је имало 185 становника. Липово Поље је према попису из 2011. године имало 122 становника.
| Националност       | 1991. | 1981. | 1971. | 1961. |
| Срби               | 292   | 367   | 515   | 726   |
| Хрвати             | 17    | 37    | 43    | 49    |
| Југословени        | 7     | 38    | 17    | 12    |
| остали и непознато | 5     | 19    | 7     | 1     |
| Укупно             | 321   | 461   | 582   | 788   |

| Демографија | Демографија | Демографија |
| Година      | Становника  | Становника  |
| ----------- | ----------- | ----------- |
| 1961.       | 788         |             |
| 1971.       | 582         |             |
| 1981.       | 461         |             |
| 1991.       | 321         |             |
| 2001.       | 185         |             |
| 2011.       |             | 122         |

## Попис 1991.
На попису становништва 1991. године, насељено место Липово Поље је имало 321 становника, следећег националног састава:
| Попис 1991.‍  | Попис 1991.‍  | Попис 1991.‍ | Попис 1991.‍ | Попис 1991.‍ |
| ------------ | ------------ | ----------- | ----------- | ----------- |
|              |              |             |             |             |
| Срби         | Срби         |             | 292         | 90,96%      |
| Хрвати       | Хрвати       |             | 17          | 5,29%       |
| Југословени  | Југословени  |             | 7           | 2,18%       |
| неопредељени | неопредељени |             | 2           | 0,62%       |
| непознато    | непознато    |             | 3           | 0,93%       |
| укупно: 321  |              |             |             |             |